# IPad Mini 3
iPad Mini 3 (cách điệu và thị trường là iPad mini 3 còn được biết đến như iPad mini 3 với Touch ID) là máy tính bảng iPad Mini thế hệ thứ 3, phát triển và bán ra bởi Apple Inc. Nó được công bố cùng với iPad Air 2 vào 16 tháng 10 năm 2014 và phát hành vào 22 tháng 10. Nó sử dụng chủ yếu là các thiết kế tương tự và phần cứng như người tiền nhiệm, iPad Mini 2. Một tính năng mới được thêm vào là cảm biến Touch ID tương thích với Apple Pay, khác nhau về dung lượng và có sẵn màu vàng, cũng như các màu trước đó.

## Liên kết
- iPad mini – trang chủ